# 글리니스 바버

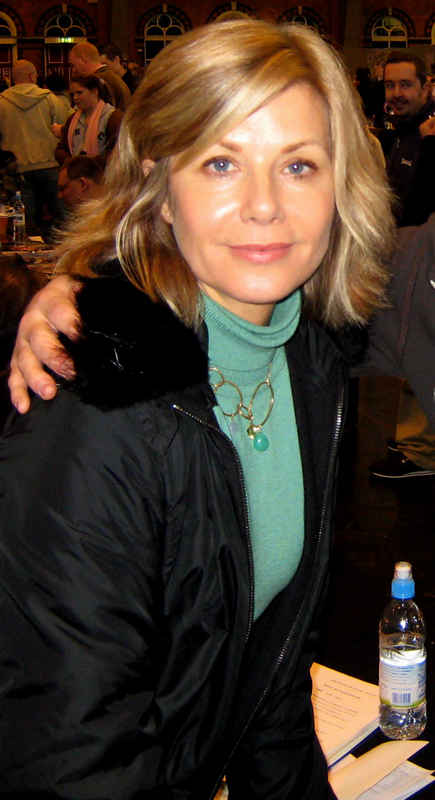

글리니스 바버(Glynis Barber, 본명은 글리니스 반 데르 리트(아프리칸스어: Glynis van der Riet), 1955년 10월 25일 ~ )는 남아프리카 공화국의 배우, 영화배우, 텔레비전 배우, 연극 배우이다.
더반에서 태어났다.

## 영화
- 포인트 브레이크 (2015년) - FBI 최고 조사관 역
- 해머 오브 더 갓 (2013년) - 아스트리드 역
- 거울 살인 사건 (1992년)
- 닥터 지킬 (1989년)
- 이스트엔더스 (1985년)
- 배스커빌가의 개 (1983년)
- 사악한 여자 (1983년)